# Gelfingen
Gelfingen (toponimo tedesco) è una frazione di 1 106 abitanti del comune svizzero di Hitzkirch, nel distretto di Hochdorf (Canton Lucerna).

## Geografia fisica
Gelfingen si trova sulla sponda del lago di Baldegg.

## Storia

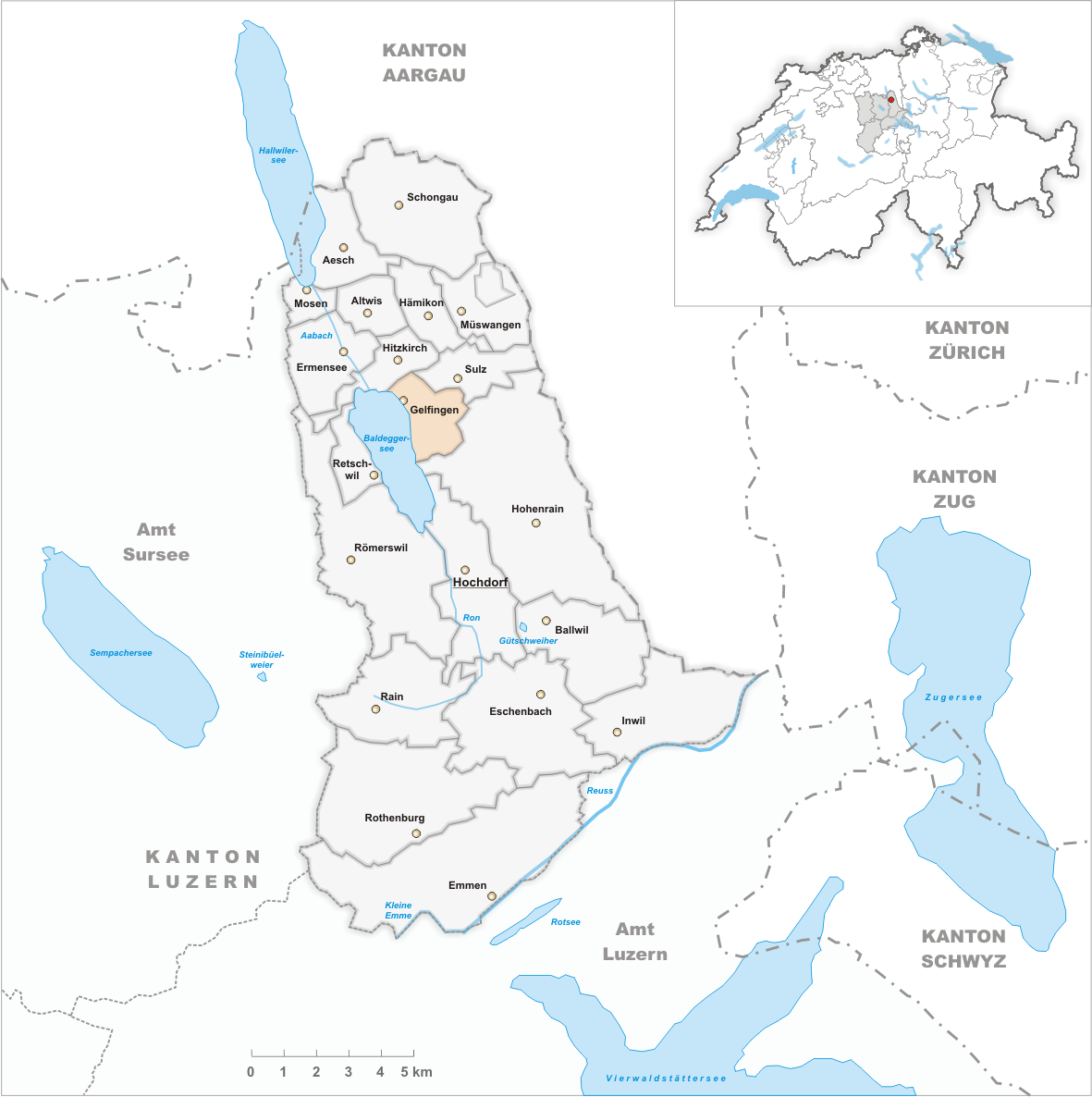
Il territorio del comune di Gelfingen prima degli accorpamenti comunali del 2009

Già comune autonomo che si estendeva per 3,86 km², il 1º gennaio 2009 è stato accorpato a quello di Hitzkirch assieme agli altri comuni soppressi di Hämikon, Mosen, Müswangen, Retschwil e Sulz.

## Monumenti e luoghi d'interesse
- Castello di Heidegg, costruito nel 1205-1210, ricostruito nel 1525-1532 e nel 1679-1691 e ristrutturato nel 1701-1704[2][4].

## Società

### Evoluzione demografica
L'evoluzione demografica è riportata nella seguente tabella:
Abitanti censiti

## Infrastrutture e trasporti

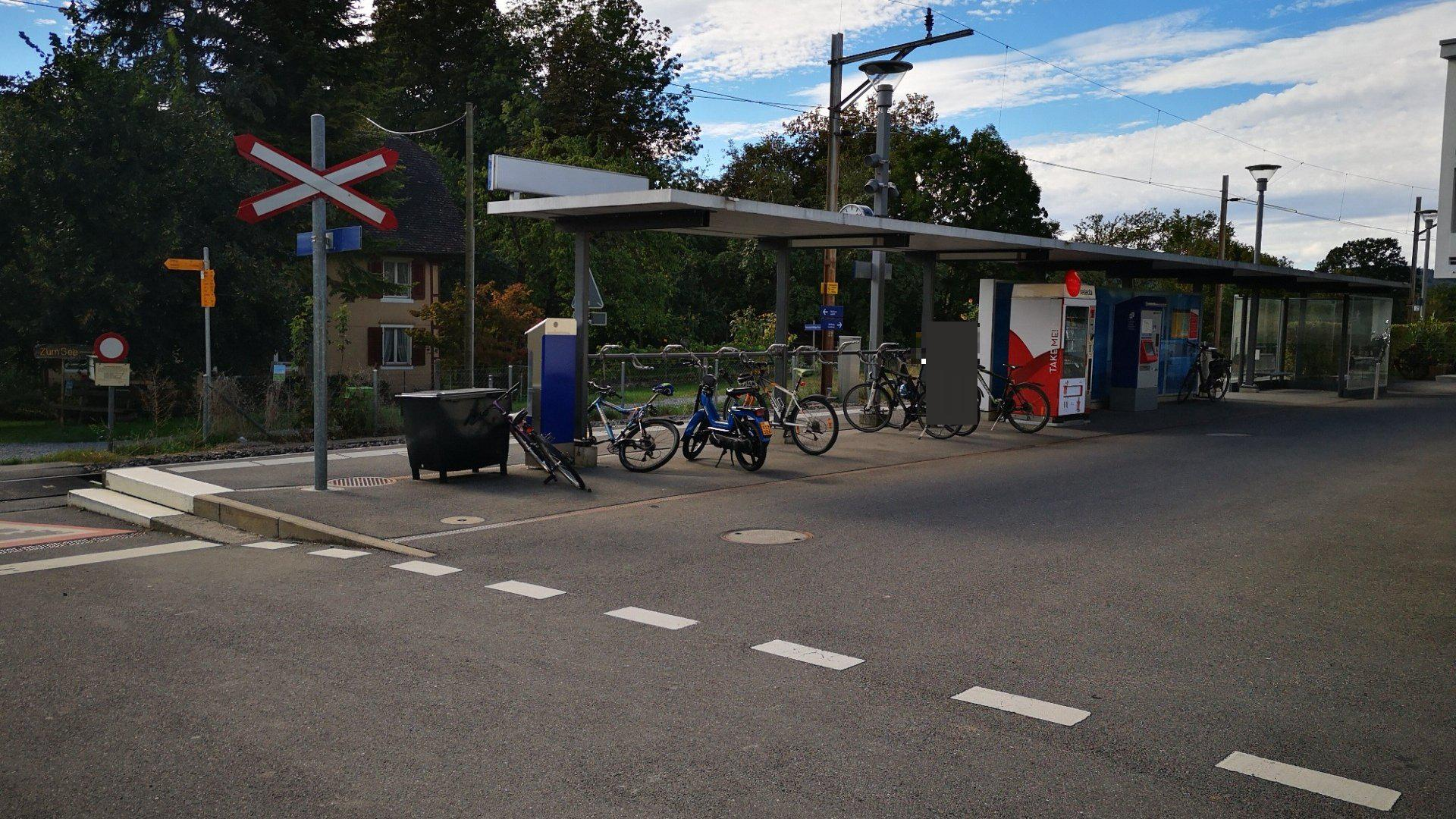
La stazione di Gelfingen

Gelfingen è servito dall'omonima stazione delle Ferrovie Federali Svizzere, sulla linea della Seetal.